# Denebola brachycephala
Denebola brachycephala je vymřelý druh kytovce z čeledi narvalovitých. Jeho nejbližším příbuzným je běluha severní (Delphinapterus leucas), možná jde o jejího přímého předka. Žil v pozdním miocénu. Fosílie byla nalezena na Kalifornském poloostrově, což ukazuje, že narvalovití kdysi obývali i teplé vody.